# أوبرلانديا
أوبيرلانديا (بالبرتغالية: Uberlândia‏) هي مدينة، وبلدية في البرازيل، تتبع ميناس جرايس، بلغ عدد سكانها 604013 نسمة، في 2010، تبلغ مساحتها 4115.206 كيلومتر مربع، رمزها البريدي هو 38400-000.

## الموقع
تشترك في الحدود مع:
- Monte Alegre de Minas [الإنجليزية]‏.

## أعلام
- لويز إدواردو رودريغوس
- آرثر غوميز لورنسو
- فيرناندو أنريك ماريانو
- لياندرو كوستا ميراندا مورايس
- مارسيل سيلفا كاردوسو